# 2010年1月15日の日食
2010年1月15日の日食は、2010年1月15日に観測された日食（観測地域により金環日食あるいは部分日食）である。食分は0.9190。

## 概要
日食は、月が地球と太陽の間を横切る際に起き、地球から見た太陽の像が完全または部分的に隠れる。金環日食は、月の視直径が太陽のものよりも小さい時に起こり、太陽の光がほぼ遮られて、環のように見える。この時、数千kmの幅の地域で部分日食が見られる。
この日の日食は、11分7.8秒と3千年紀で最も長い金環日食であり、3043年12月23日までは最長である（1992年1月4日の日食は、太平洋の真ん中で11分41秒間続いた）。
アフリカ、東ヨーロッパ、中東、アジアでは部分日食として観測され、中央アフリカ、モルジブ、インドのケーララ州南部からタミル・ナードゥ州南部、スリランカ、またバングラデシュ、ミャンマー、中華人民共和国の一部を通る幅300kmの地域では金環日食が見られた。

## 日食の観測

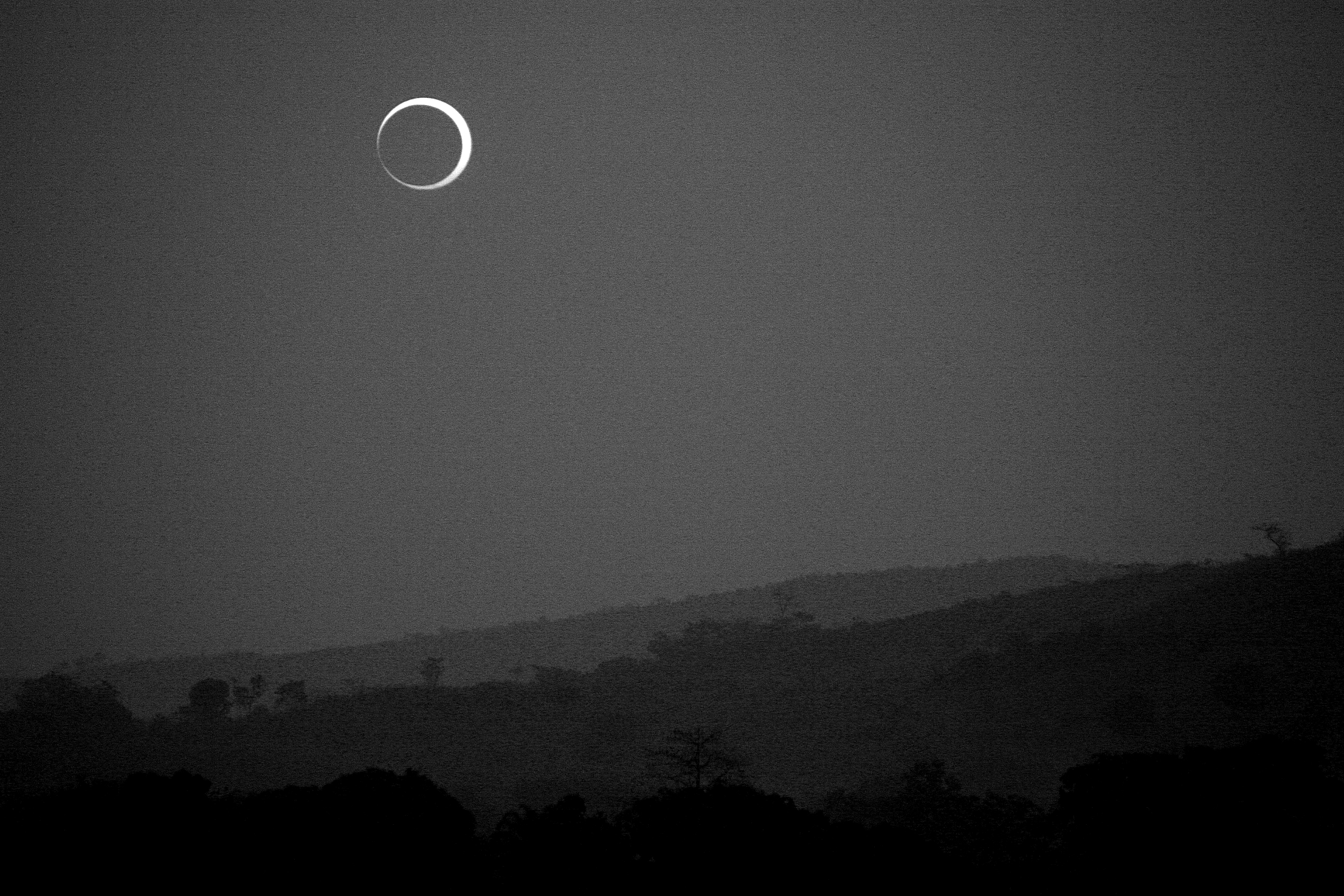
2010年1月15日の中央アフリカでの日の出

日食は、中央アフリカ共和国で最初に始まり、カメルーン、コンゴ民主共和国、ウガンダ、ケニヤのナイロビを通ってインド洋に抜け、最長時間に達した。その後、モルジブに入り、陸地で最長の10.8分間を記録した。モルジブの首都マレでは、モルジブ標準時 (UTC+5) の12時20分20秒に始まり、12時30分6秒に終わった。これは、国際空港で見られた最長の日食であった。
インド標準時の13時20分頃にケーララ州ティルヴァナンタプラムからインドに入ってタミル・ナードゥ州ラーメーシュワラムに抜けた。
インドでは日食は10.4分間見られた。ラーメーシュワラムを抜けると、デルフト島からスリランカに入り、ジャフナから抜けてベンガル湾を横切り、ミゾラム州から再びインドに入った。
インドに入った地点であるティルヴァナンタプラムには天文台があり、日食の観測のために公衆に開放されていた。ティルヴァナンタプラムにあるヴィクラム・サラバイ宇宙センターは、日食の間に大気のイオン化パラメータを測定した。多くの科学者が日食を観測、研究するためにこの街に泊まった。
ラーメーシュワラムでは、厚い雲で日の出は見られなかったが、現地の時間で午前9時頃になると空は晴れ始め、日食が始まる頃にはほぼ快晴になった。午後2時30分頃までは、薄い巻雲も残っていた。
南アジアを過ぎると、金環日食はミャンマー、中国を移動し、終了した。

## ギャラリー

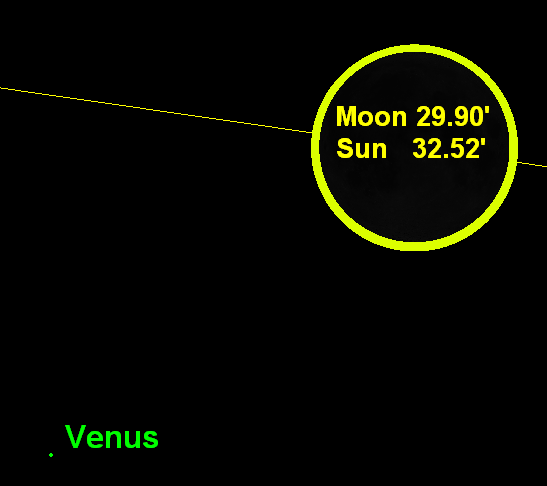
金環日食と金星
日食の経路
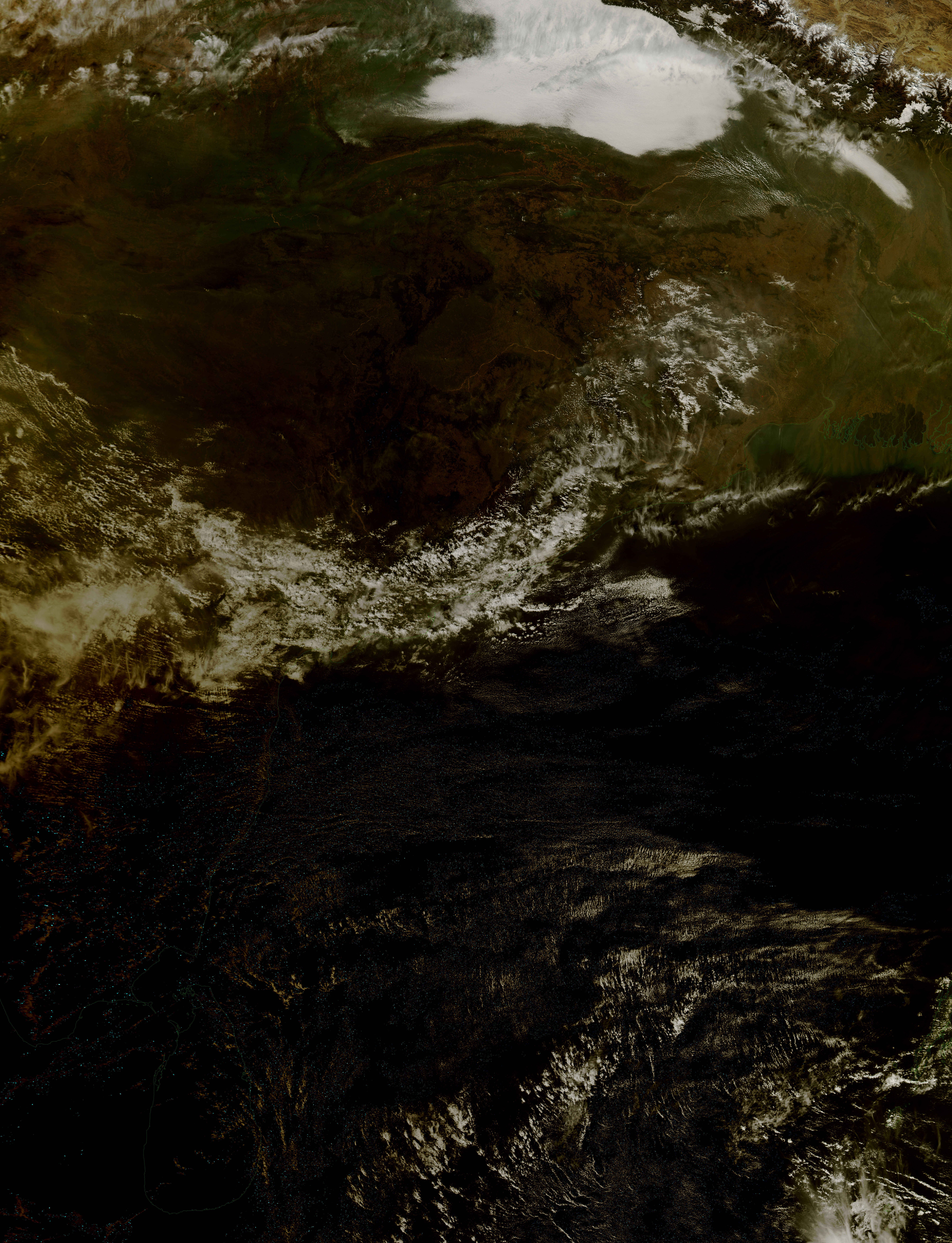
人工衛星から見たインドとベンガル湾に落ちる月の影
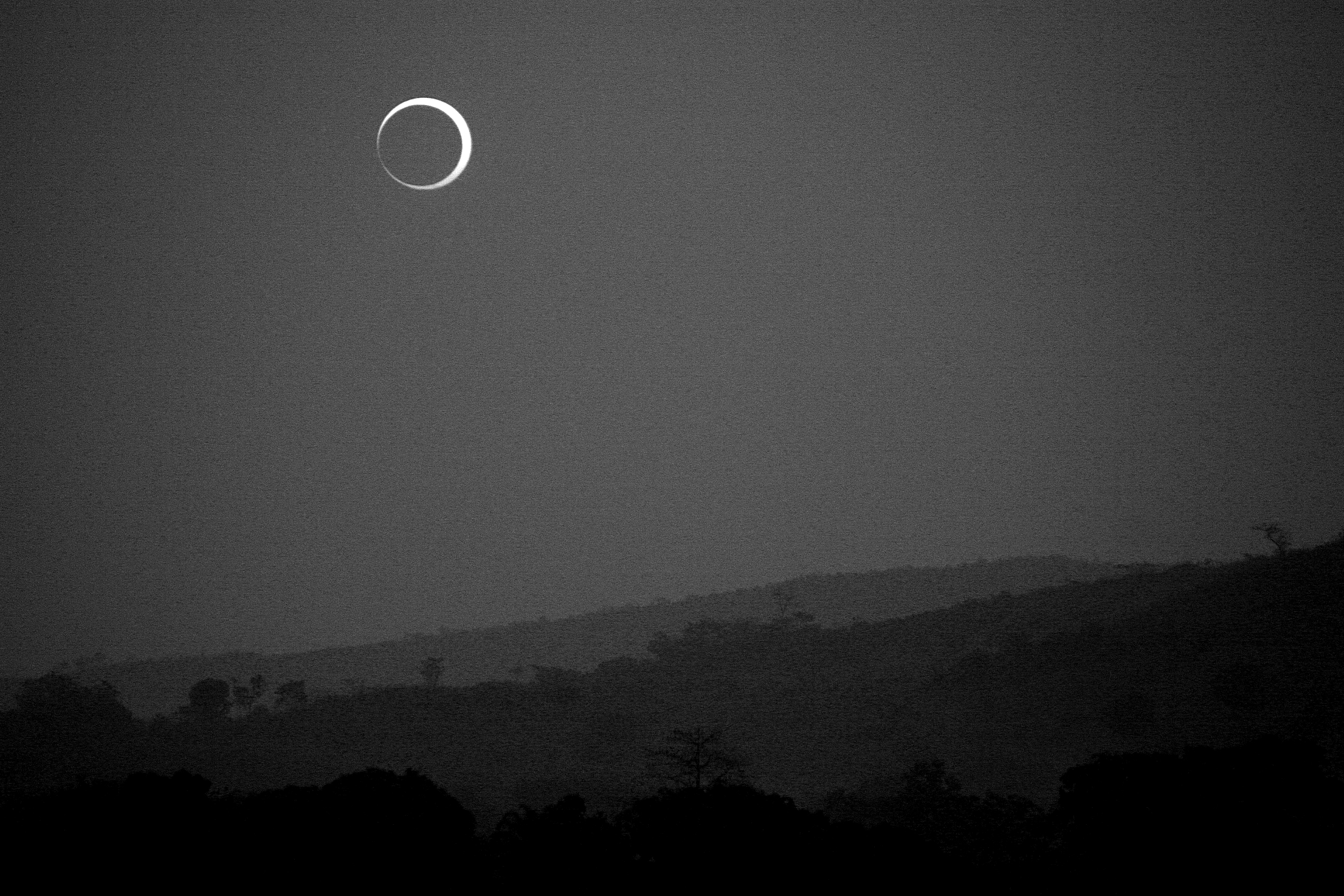
中央アフリカ共和国・バンギ
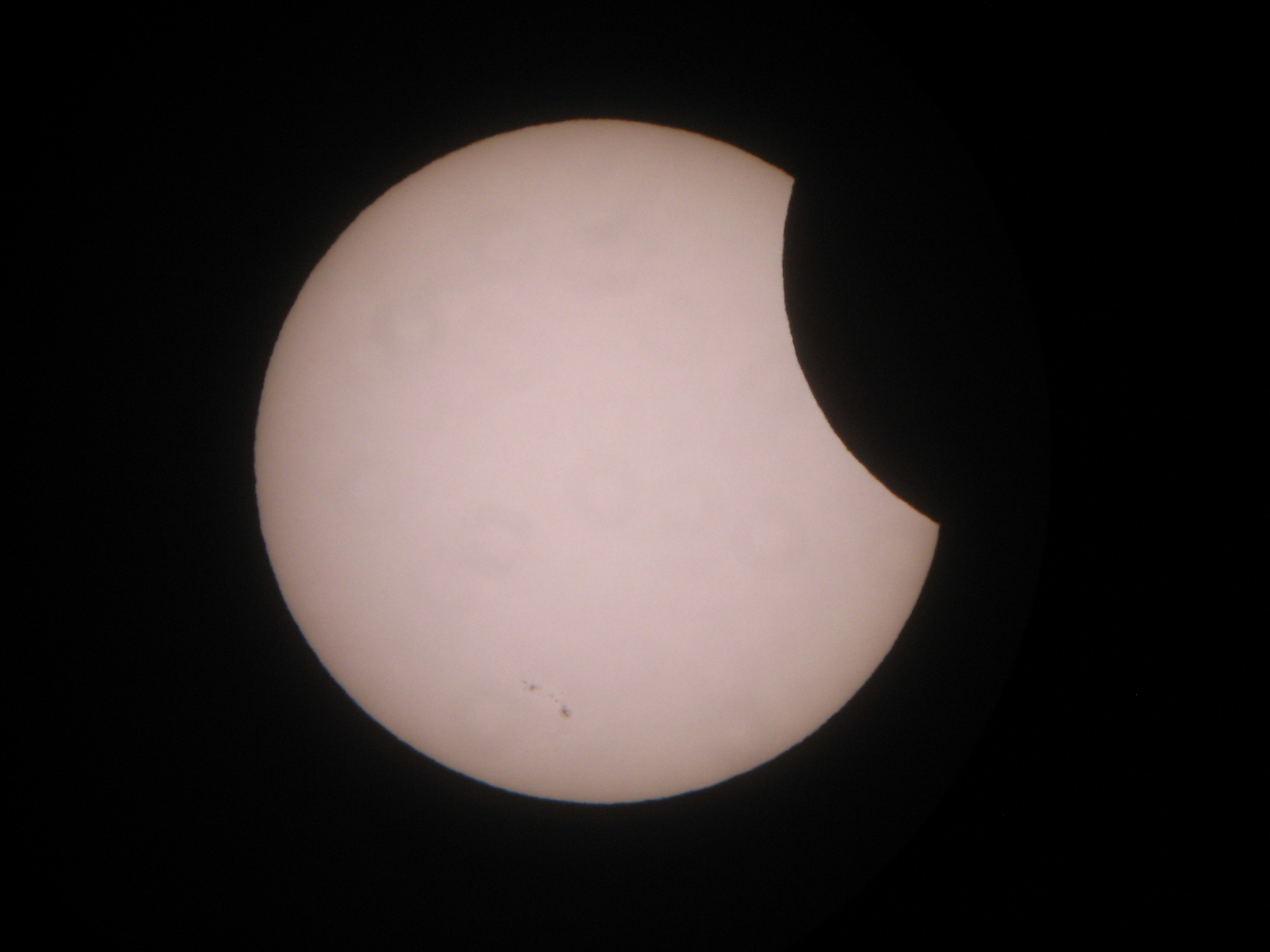
イスラエル・デガニア
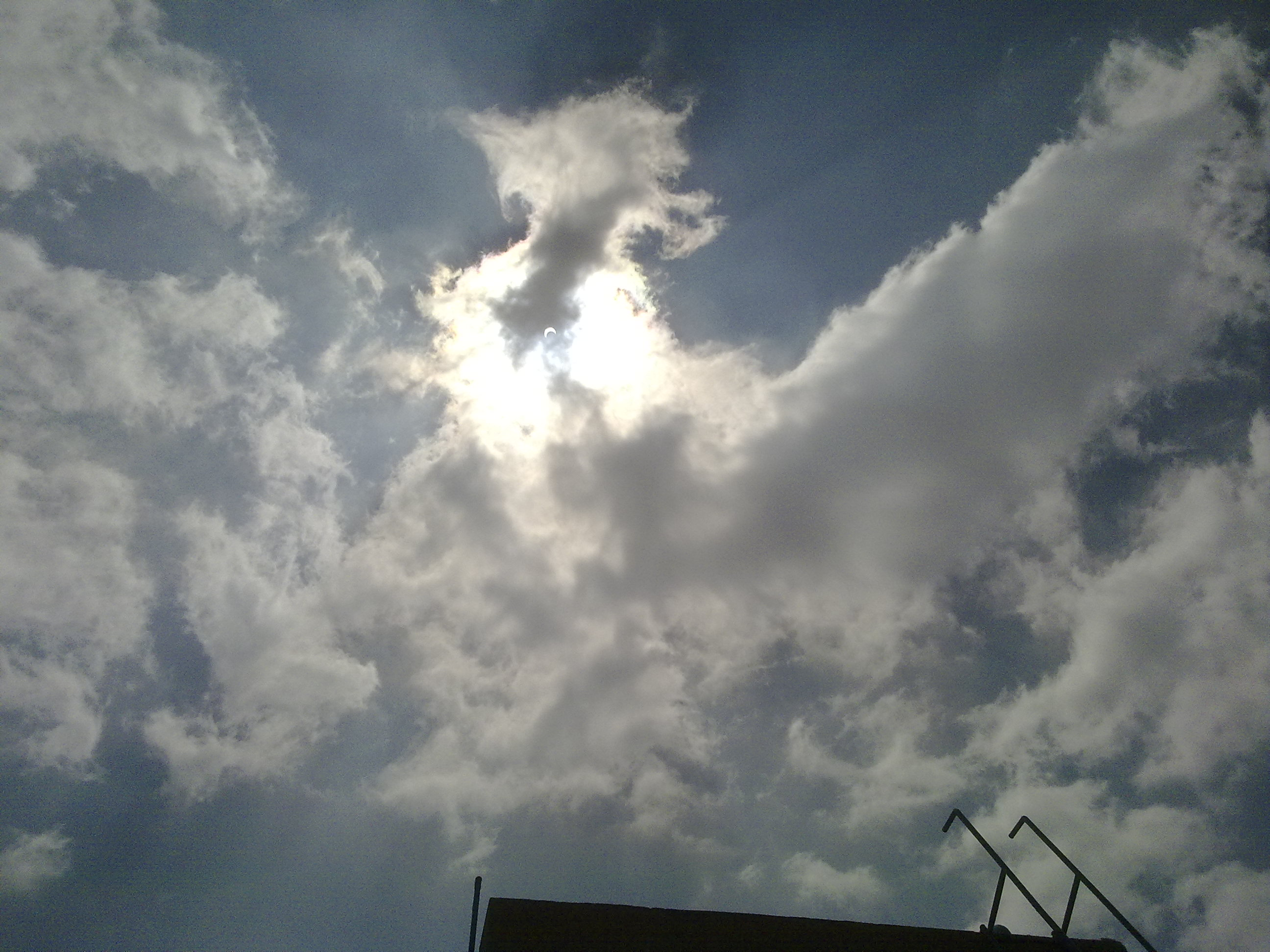
インド・バンガロール
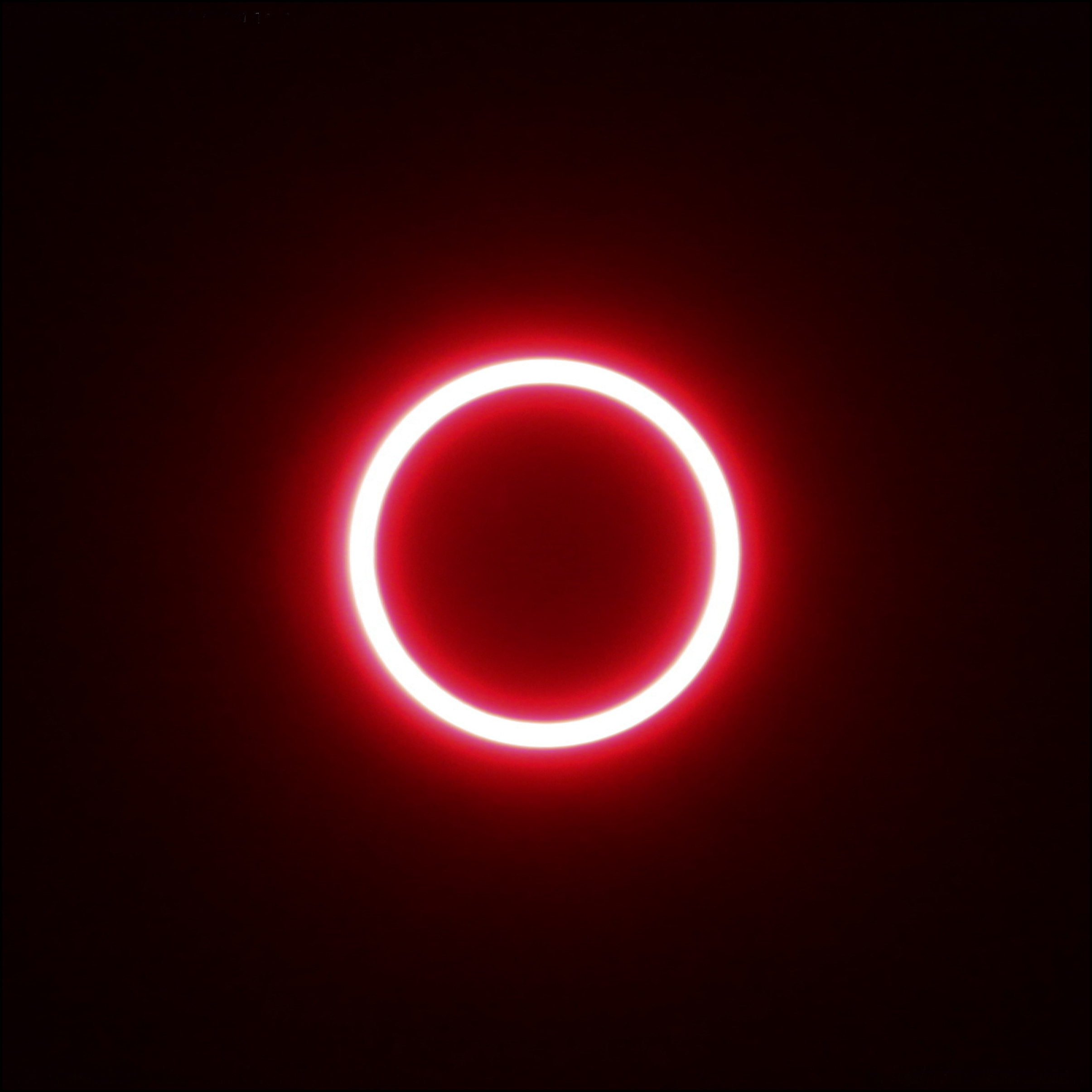
スリランカ・ジャフナ
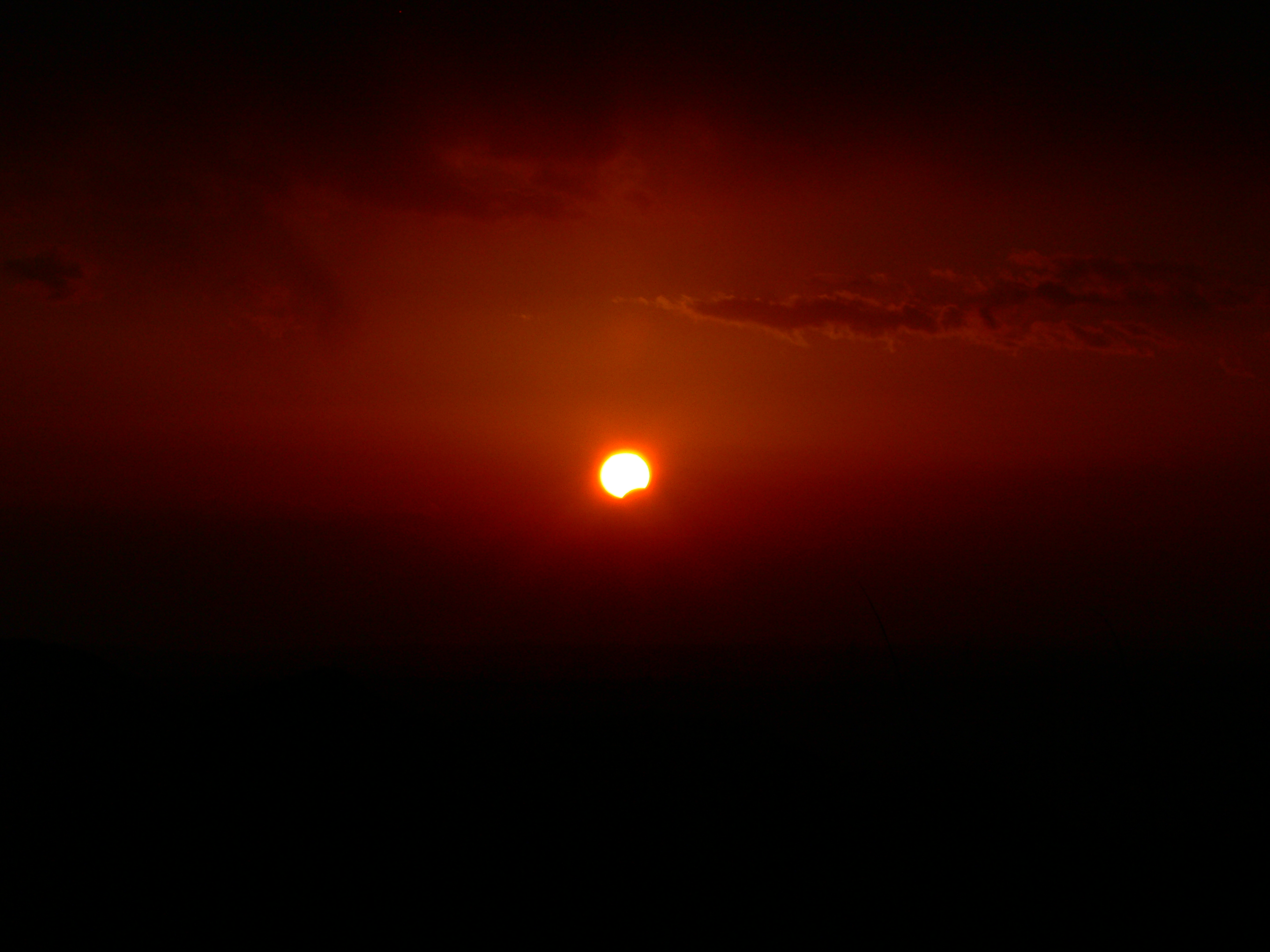
日本・三田市
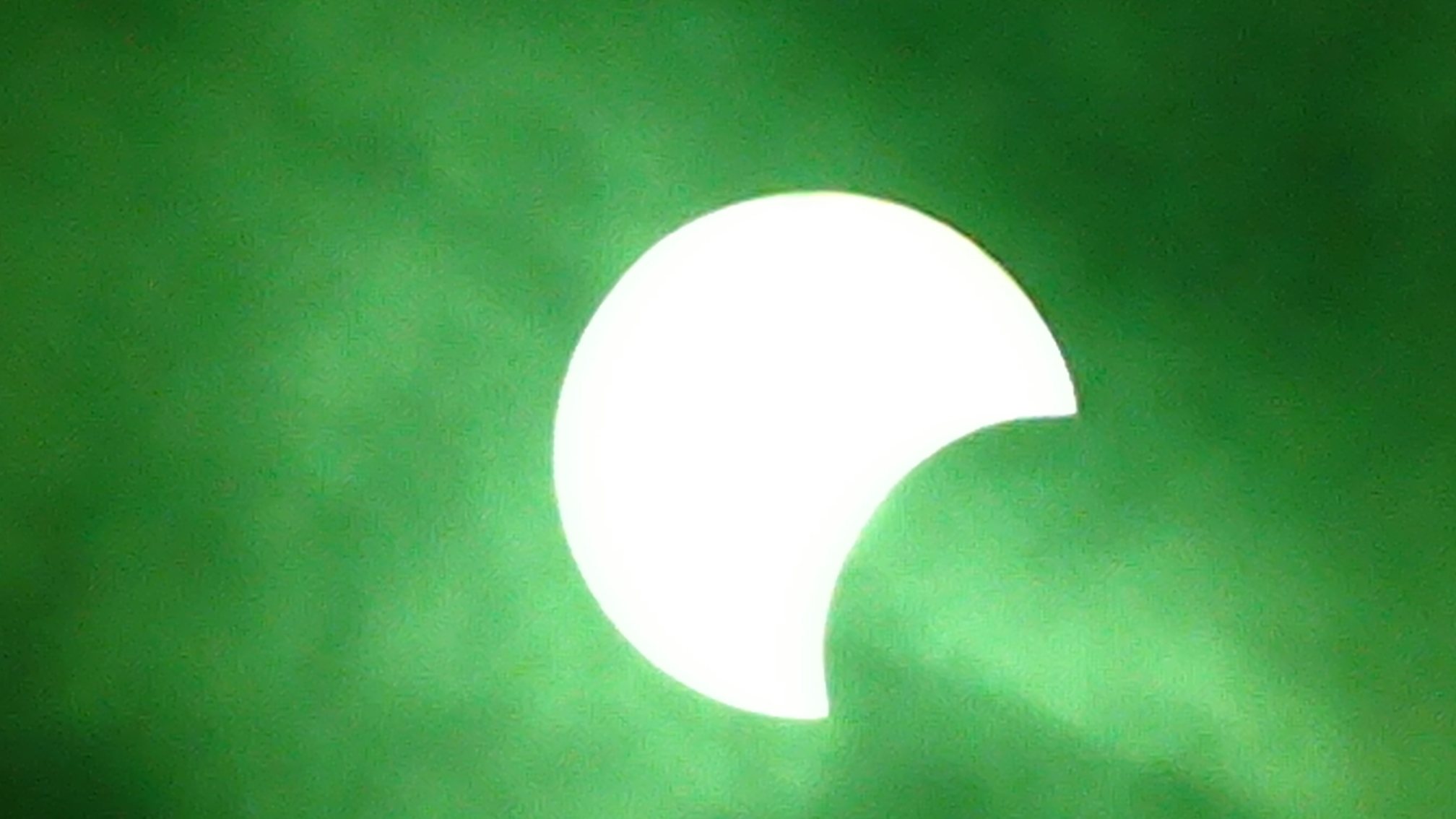
マレーシア・クアラルンプール
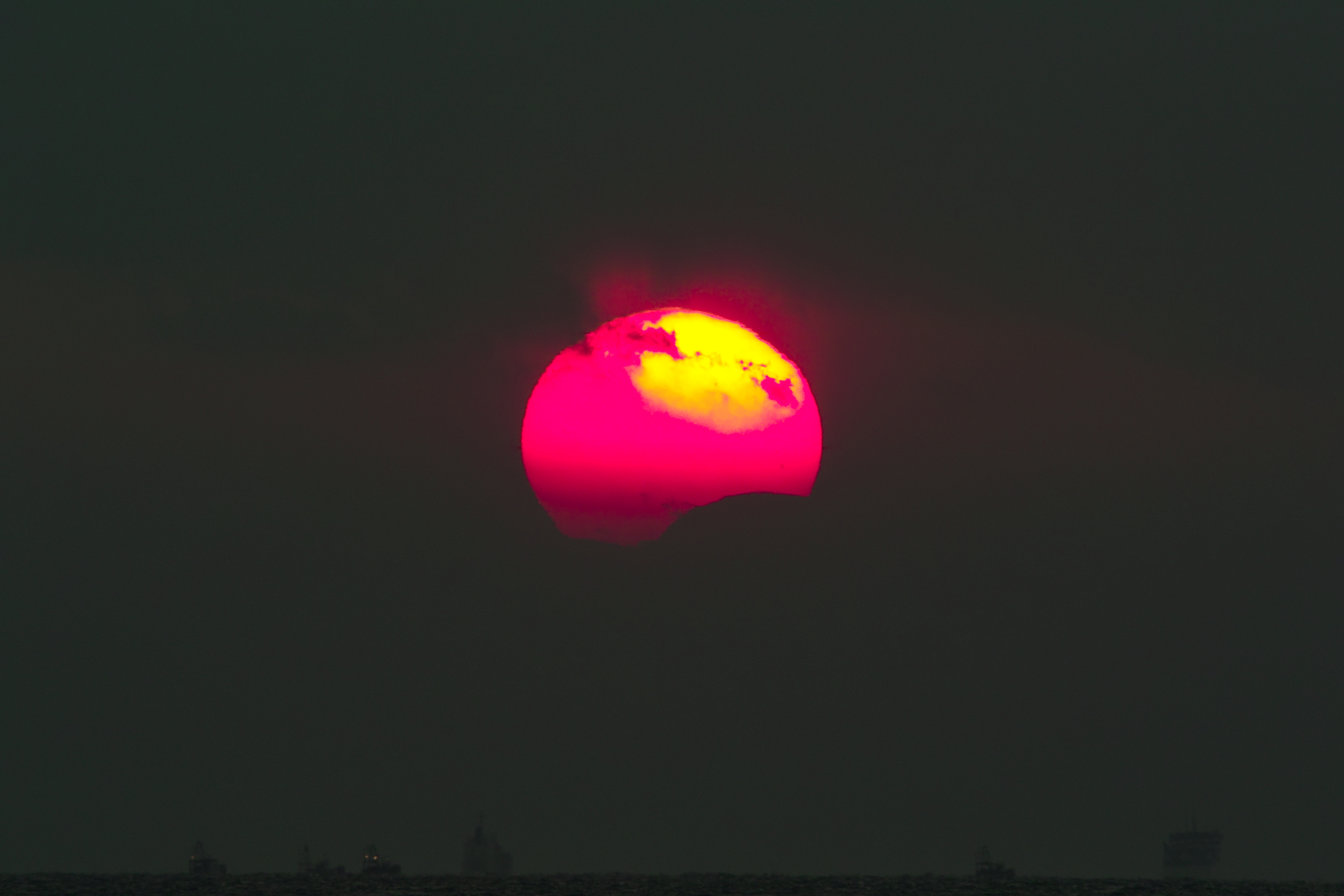
日本・明石市
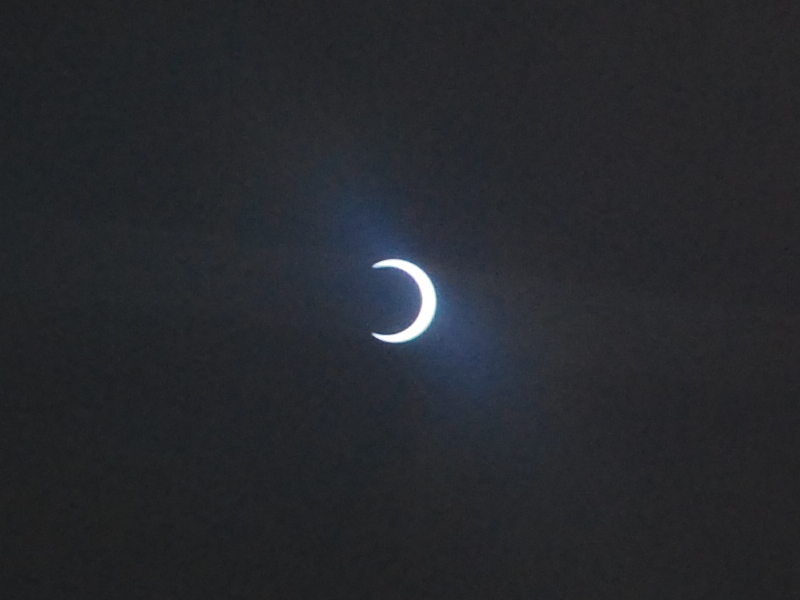
インド・チェンナイ
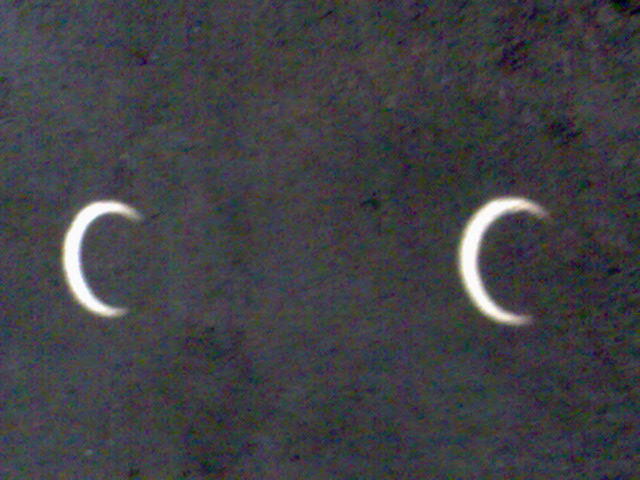
屋根の穴から地面に映る日食、タミル・ナードゥ
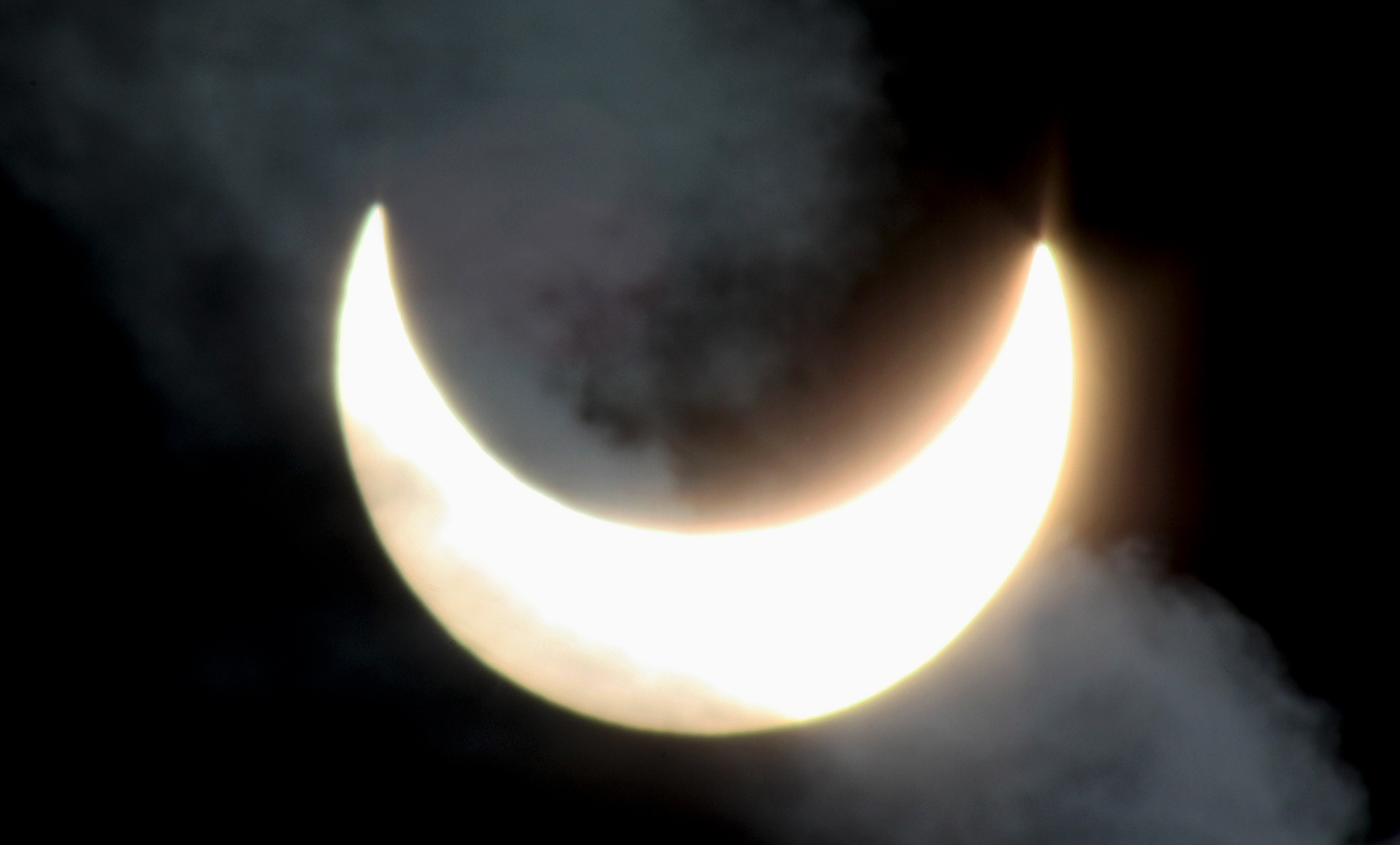
スリランカ・バッティカロア
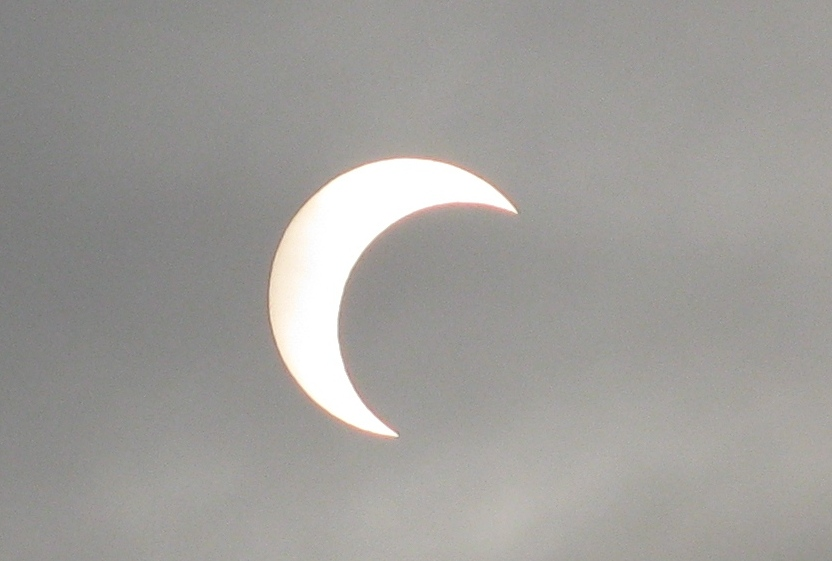
ベトナム・ハノイ
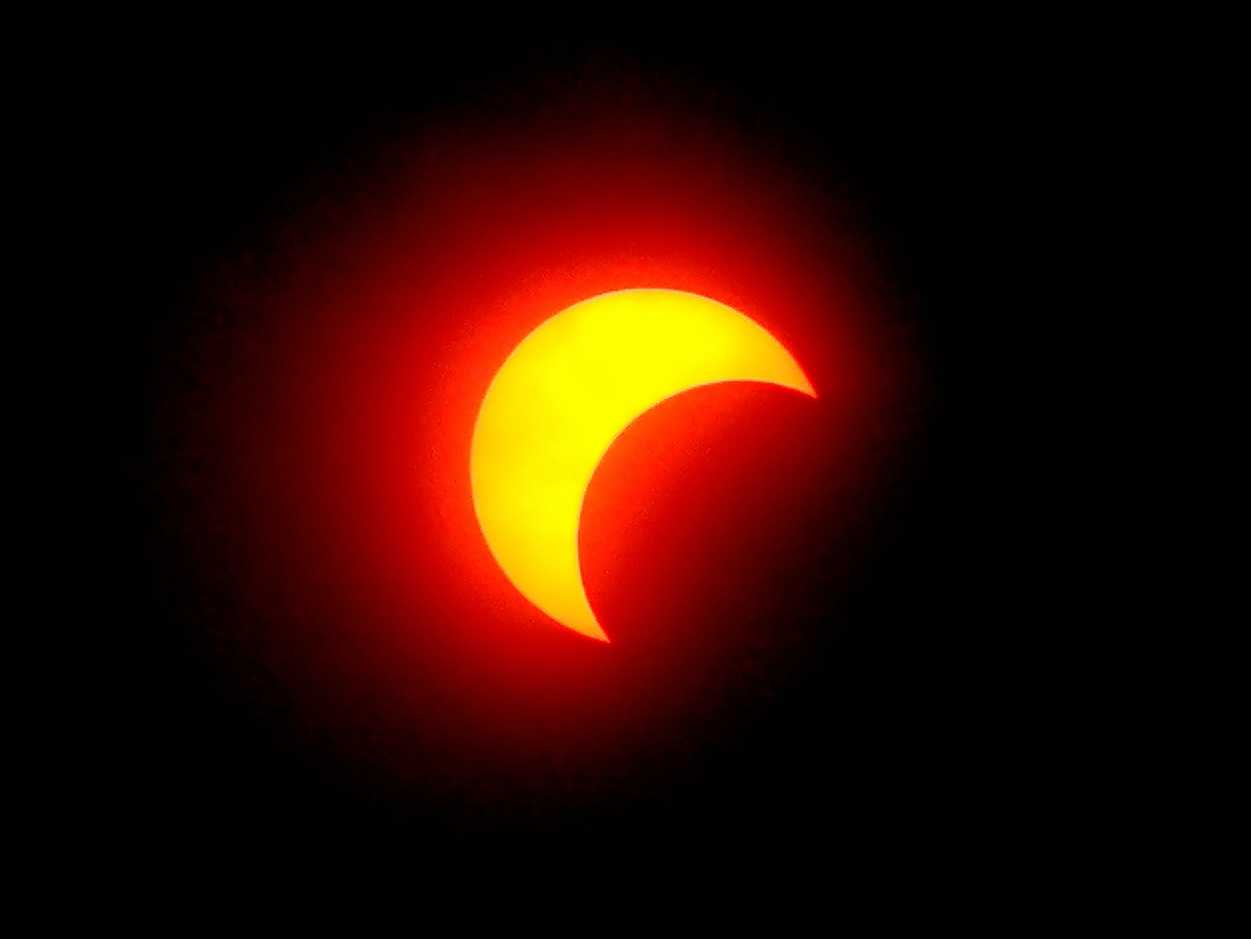
香港・中環
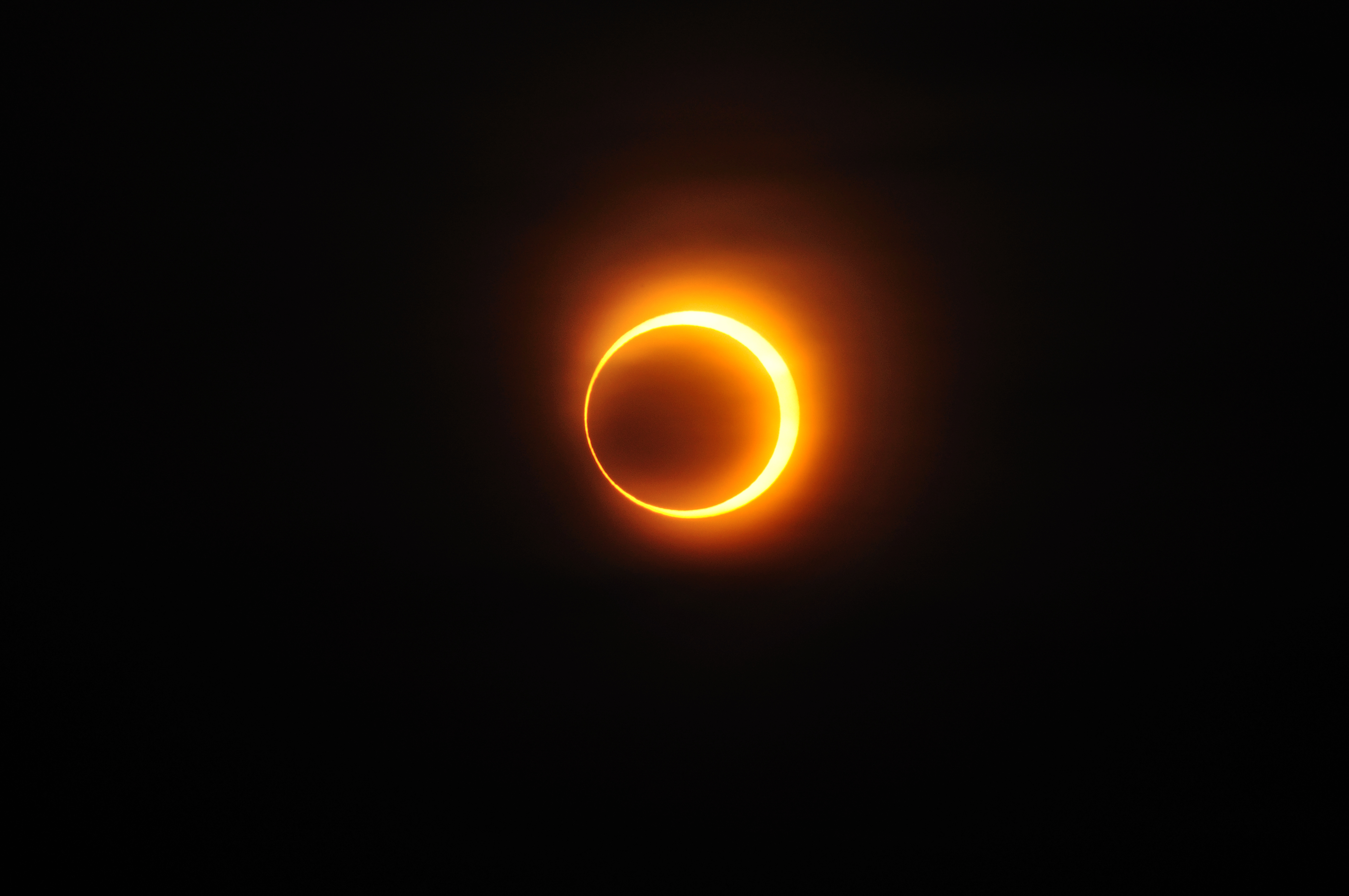
中華人民共和国・済南市
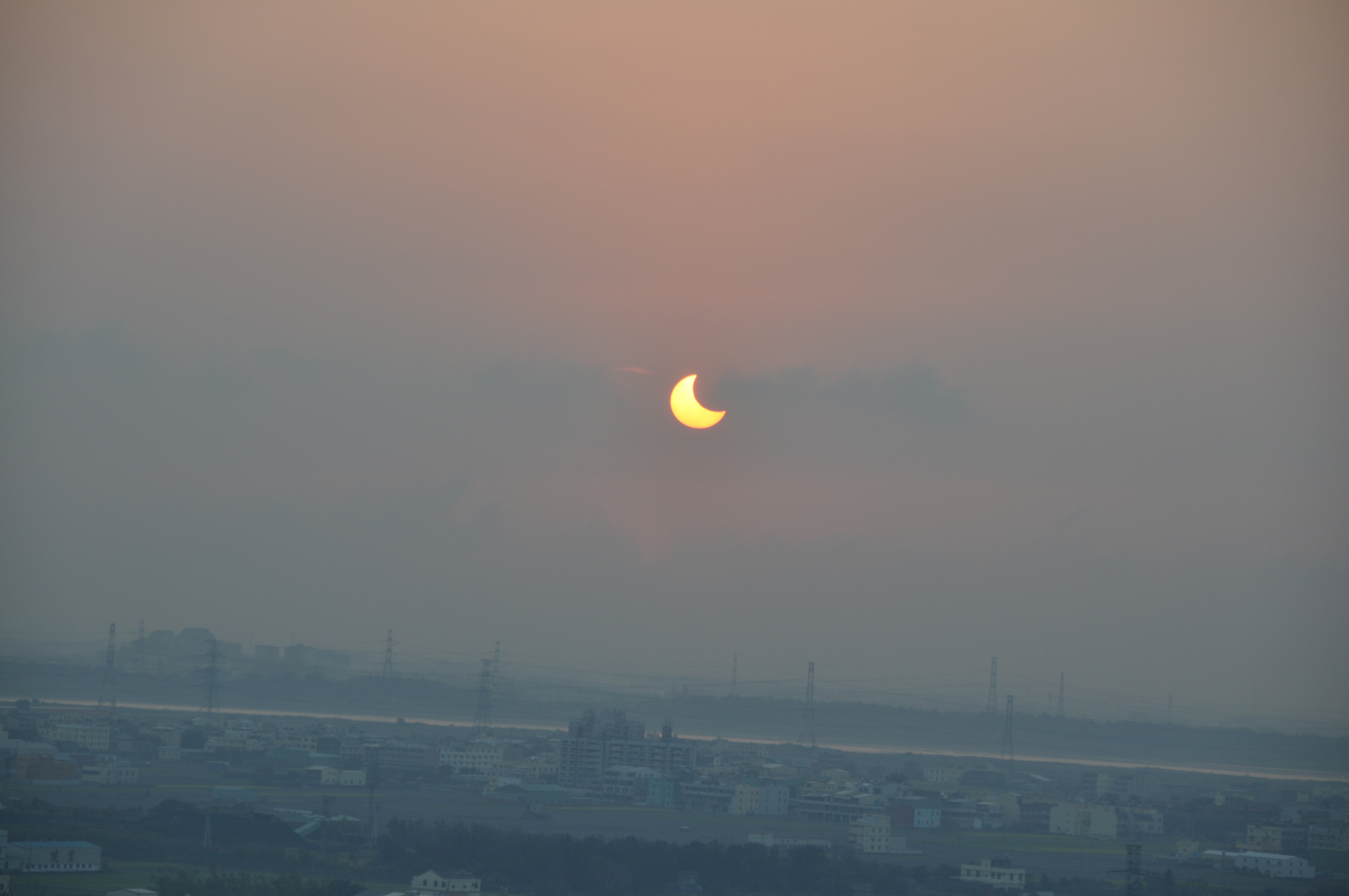
台湾・台中市